# Tsugaea nox
Tsugaea nox là một loài ruồi trong họ Tachinidae.